# Torre di Chia
La torre di Chia è una torre costiera di Domus de Maria, situata poco lontano dalla spiaggia di Chia.
L'edificio sorge su un promontorio dove in origine era situata l'acropoli dell'antico centro di Bithia.
La torre fu eretta nel 1578 ed era chiamata originariamente I Santi de Quaranta de Quiat; fu costruita per difendere la foce del rio di Chia, che rappresentava una fonte di approvvigionamento idrico per i pirati.
È stata edificata in pietra calcarea, ha un'altezza di circa 13 m e un diametro di oltre 10 m.